# Pittanko Zaurus
Dino Mites, conocido en Japón como Pittanko Zaurus (ピッタンコザウルス Pittankozaurusu?) es un videojuego de cazar dinosaurios y basada Prehistórica para arcade de tipo redemption game publicado por Konami en 1995 solo en Japón.